# Икар (завод)
Курганский арматурный завод — завод в городе Кургане Курганской области Российской Федерации, специализирующийся на производстве трубопроводной арматуры.

## История предприятия

### Курганский арматурный завод (1954—1977)
18 сентября 1949 года Совет министров СССР принял Постановление № 3810 «Об увеличении мощностей по производству промышленной арматуры». Строительство Арматурного завода началось согласно Приказу Министерства Машиностроения и Приборостроения от 26 сентября 1949 года.
19 декабря 1950 года Отдел коммунального хозяйства Курганского Горисполкома передал Курганскому Арматурному заводу участок земли под застройку в количестве 25,6 га. 19 ноября 1951 года дирекция строящегося Арматурного завода просила Горисполком оказать содействие в проведении общего собрания в колхозе «1 мая» Больше-Чаусовского сельского совета по вопросу об изъятии из общественных земель колхоза 9,6 га земель под строительство железнодорожной ветки Арматурного завода, а также по вопросу передачи в постоянное пользование Арматурному заводу земли в количестве 14 га, принадлежащих колхозу «Имени Сталина», в связи со строительством железной дороги для заводов Арматурного и Химического машиностроения Министерства машиностроения и приборостроения.
2 февраля 1951 года Горкомхоз предоставил Арматурному заводу для строительства и дальнейшей эксплуатации земельный участок площадью 10000 м² по улице Коли Мяготина и частных домовладений по улице Коли Мяготина между улицами Кирова и Красноармейской (ныне ул. Томина). На участке должны были быть возведены двухэтажные шлакоблочные жилые дома и общежития общей кубатурой не менее 20000 кубометров и стоимостью 4 миллиона рублей для рабочих и служащих строящегося завода.
19 марта 1954 года из Министерства пришло Распоряжение о принятии срочных мер по форсированию строительно–монтажных работ и безусловного обеспечения ввода 5600 м² площадей блока механо—сборочных цехов не позднее 1 августа 1954 года.
19 декабря 1954 года токарем Иваном Афанасьевичем Головиным на станке ДИП-300 была обработана первая деталь.
28 декабря 1954 года вышел Приказ Министерства машиностроения и приборостроения СССР № 223 «О вводе в эксплуатацию первой очереди строящегося Курганского арматурного завода». В этот же день была собрана первая задвижка Ду 500.
В 1955 году завод начал осваивать продукцию: вентили запорные фланцевые 15с27нж Ду 25;32;40; задвижки клиновые с невыдвижным шпинделем 30ч25бр500 и 30ч25бк500.
1 июля 1960 года вступил в строй чугунолитейный цех. Он выпускал отливки для задвижек Ду 800 — Ду1400.
31 декабря 1964 года вышел первый номер заводской газеты «Маяк». В период объединения носила название химмашевской газеты «Прогресс».
В 1967 году был организован участок бронзового литья для вентилей и задвижек Ду 25 — Ду 200. В этом году 55 % стальной арматуры СССР (в штуках) — выпускалось на Курганском арматурном заводе.
В 1973 году начал функционировать участок стального литья по выплавляемым моделям.
В 1976 году завод освоил выпуск стальной кованой арматуры (до 2500 атм.), что позволило сократить импорт этой арматуры.
16 февраля 1976 года Указом Президиума Верховного Совета СССР № 3175-IX за успехи в работе по повышению качества, внедрению прогрессивной технологии производства трубопроводной арматуры и досрочное выполнение заданий девятого пятилетнего плана Курганский арматурный завод Министерства химического и нефтяного машиностроения СССР награждён орденом «Знак Почёта».

### ПО «Курганармхиммаш» (1977—1989)
8 июля 1977 года приказом министра химического и нефтяного машиностроения № 138 было создано Курганское производственное объединение арматурного и химического машиностроения (ПО «Курганармхиммаш») с непосредственным подчинением министерству в составе следующих производственных единиц: Курганского арматурного завода (головной) и Курганского завода химического машиностроения. До объединения Курганский арматурный завод входил «Союзпромарматуру», «Курганхиммаш» — в главк «Союзхиммаш».
В 1977—1978 годах был организован участок алюминиевого литья под давлением.
В 1977—1980 годах ПО «Курганармхиммаш» 5 раз присуждалось переходящее Красное Знамя министерства, 7 раз — знамёна района и города. Доля продукции с Государственным Знаком качества составила 39,6 %.
В мае 1980 года производственному объединению передано 1446 га земли у д. Передёргино Кетовского района, на которой был создан сельхозкомплекс «Благодатное».
На 1 января 1981 года численность работающих на предприятии составляла 5355 человек, оно занимало четвертое место в Кургане среди промышленных предприятий города после Завода имени Ленина, Завода имнеи Карбышева, и ПО «Курганприбор».
В августе 1984 года руководство в объединении было заменено. Комиссия комитета партийного контроля при ЦК КПСС установила ряд нарушений в отчётности по выполнению государственных плановых заданий. Курганский городской суд за грубое нарушение государственной и финансовой дисциплины приговорил генерального директора А. Ф. Илюшина к лишению свободы.
В 1987 году ПО «Курганармхиммаш» из прямого подчинения министерству перевели в Главгазоочистку, присоединив к нему Тюменский завод нефтепромыслового машиностроения «Нефтепроммаш», Катайский насосный завод и строящийся Уральский завод газоочистной аппаратуры, но это было непродолжительно из-за сложности управления. Уже 22 августа 1988 года Катайский насосный завод передан в состав НПО «ВНИИГИДРОМАШ».
Приказом министра тяжёлого машиностроения СССР от 15 ноября 1989 года № 145 Курганское ордена «Знак Почёта» производственное объединение арматурного и химического машиностроения ПО «Курганармхиммаш» было упразднено. Заводы получили самостоятельность.

### Курганский арматурный завод (1989—1992)
После разделения Курганский арматурный завод продолжил выпускать ту же продукцию.

### ОАО «Икар» (1992—2015)
27 марта 1992 года постановлением Курганского областного комитета по управлению государственным имуществом № 175 учреждено акционерное общество открытого типа «Курганский арматурный завод «Икар». Название «Икар» было выбрано по кодовому слову телеграфа, присвоенному заводу. В октябре 1992 года у Фонда госимущества выкуплено 95 % стоимости Уставного капитала. С 24 декабря 1992 года завод приобрёл статус частного предприятия. 
10 марта 1993 года завод был переименован в Открытое акционерное общество «ИКАР» ордена Почёта Курганский завод трубопроводной арматуры» (КЗТА). Завод награждён орденом Знак Почёта, но в документах акционерного общества он называется ордена Почёта, в связи с тем, что в 1988 году у ордена было изменено название. Объёмы производства паросиловой арматуры упали до 40 %, объёмы по аммиачной группе снизились до 51,8 %. Было принято решение об освоении задвижек для тюменского севера.
В 1997 году компания Aquarius Earthmaker (Мальта) вручила ОАО «Икар» — Курганскому заводу трубопроводной арматуры» призы — сертификаты, «как свидетельство успеха, достигнутого в сохранении и развитии интеллектуального потенциала и персонала предприятия в исключительных условиях экономики переходного периода», и статуэтку мальтийского рыцаря.
До 2002 года контрольный пакет акций принадлежал ЗАО «Сибмаш-Фонд» (Гардт В. А.), ООО «КОИИ Т. Д. Сибарматура» и «Якута-Инвест С. А.» В конце августа 2002 года, во время болезни генерального директора А. Н. Симанова, его первый заместитель Н. Е. Дерягин возложил на себя обязанности генерального директора и досрочно прекратил исполнение полномочий А. Н. Симанова. Его действия были поддержаны остальными членами Совета директоров (председатель В. А. Гардт). Вернувшись на завод, А. Н. Симанов отменил приказ Дерягина Н. Е. и уволил его. Совет Директоров не продлил контракт с А. Н. Симановым. Симанов в ответ инициировал процедуру банкротства. После этого около 30 % акций курганского предприятия с отсрочкой платежа на год выкупило ООО «Ространсмаш», созданное тюменским юристом Юрием Дмитриевичем Лаптевым.
Определением Арбитражного суда Курганской области от 27 сентября 2002 года, А. Н. Симанов был отстранен от должности генерального директора ОАО «Икар» Курганский завод трубопроводной арматуры», а исполнение обязанностей генерального директора предприятия было возложено на временного управляющего — А. К. Жигачева.
Решением от 26 марта 2003 года и постановлением апелляционной инстанции от 22 мая 2003 года арбитражного суда Курганской области по Делу N А34-275/02-С11 ОАО «Икар» Курганский завод трубопроводной арматуры» признано несостоятельным (банкротом), в отношении его было открыто конкурсное производство сроком на 12 месяцев, назначен конкурсный управляющий Г. Б. Варшавский.
В 2004 году контрольный пакет ОАО «Икар» был консолидирован в холдинге «Ространсмаш», в том же году завод вернулся к выпуску арматуры для атомных электростанций.
В 2005 году ОАО «Икар» Курганский завод трубопроводной арматуры стал лауреатом программы «100 лучших товаров России». Представленная на конкурс продукция — задвижки клиновые стальные вантузные с выдвижным шпинделем PN6,3 МПа КЗ13008-050; 080; 100М; 150М; 200М получили золотой знак (логотип) конкурса. Арматура производства ОАО «Икар» эксплуатировалась на всех российских АЭС, на предприятиях нефтегазового комплекса: «Лукойл», «ТНК», «Сургутнефтегаз», «Сибнефть», ряда предприятий «Газпрома» и многих других. Продукцию предприятия можно было встретить в 40 странах мира, в числе которых: Иран, Ирак, Китай, Венгрия, Финляндия, Куба, Египет.
В 2009 году объёмы производства упали на 44 % по отношению к 2008 году, в первом полугодии 2010 года — ещё вдвое, и к началу осени ситуация стала совершенно плачевной: трёхдневная рабочая неделя, арестованные налоговой инспекцией счета, 15-миллионный долг по зарплате, забастовки.
В 2010 году ООО «Ространсмаш» передало контрольный пакет акций (49 %) крупнейшему кредитору ОАО «Номос-банк», который препоручил функции управления «Икаром» УК «Титран-Экспресс», также входящей в группу компаний «ИСТ». Вскоре сменили руководство завода. «Икар» второй раз инициировал процедуру своего банкротства, и 19 октября 2010 года было введено наблюдение сроком до 29 декабря 2011 года.
15 октября 2012 года Арбитражный суд ввёл конкурсное производство в ОАО «Икар» (ИНН 4501000168), контролируемое «Номос-банком». Завод задолжал своим работникам заработную плату, на сегодняшний[какой?] день сумма долга составила более 4 млн рублей. Кредиторская задолженность предприятия — около одного млрд рублей, дебиторская — более 300 млн рублей. Долг перед пенсионным фондом составил порядка 90 млн рублей.
3 апреля 2013 года, 2 октября 2013 года, 1 апреля 2014 года, 30 сентября 2014 года, 26 марта 2015 года, 23 июня 2015 года, 20 августа 2015 года и 28 сентября 2015 года Арбитражный суд Курганской области по Делу № А34-4679/2010 рассматривал в судебном заседании ходатайство конкурсного управляющего Колесникова М. М. о продлении конкурсного производства.
Осенью 2014 года началась распродажа помещений завода. Общая площадь территории ОАО «Икар» была 320000 м², общая площадь территории застройки ОАО «Икар» была 81060 м², в том числе производственные площади 69975 м². Владелец и директор ООО «Апельсин» Владимир Ефимович Бляхер стал победителем торгов по продаже нежилого помещения площадью 264,4 м². При начальной цене в 1 млн 718,6 тыс. рублей он приобрёл за 1 млн 804,5 тыс. рублей. К продаже также предложены (но не проданы) здание обрубного цеха с земельным участком (начальная цена 59,9 млн рублей), здание канализационной насосной станции (670 тыс. рублей), движимое имущество (станки, экскаваторы и т. д.) по общей цене в 13,6 млн рублей, а также здание проходной завода за 5,7 млн рублей.
5 октября 2015 года Арбитражный суд Курганской области определил завершить конкурсное производство в отношении ОАО «Икар» Ордена Почёта Курганский завод трубопроводной арматуры» (ИНН 4501000168, ОГРН 1024500529151) и исключить его из Единого государственного реестра юридических лиц.

### ООО «Икар — Курганский завод ТрансАрм» (2010—2019)

Изображение товарного знака, знака обслуживания ООО «Икар — Курганский завод ТрансАрм».

ООО «Икар КЗТА» (ИНН 4501163148) зарегистрировано 9 ноября 2010 года регистрирующим органом Инспекция Федеральной налоговой службы по г. Кургану по адресу 640027, область Курганская, Курган, улица Химмашевская, 18. Уставный капитал компании по состоянию на 1 июля 2012 года — 10000 руб. Основные виды деятельности ООО «Икар КЗТА»: производство трубопроводной арматуры (29.13), производство чугунных отливок (27.51), производство насосов, компрессоров и гидравлических систем (29.12).
ОАО «Икар — Ордена Почёта Курганский завод трубопроводной арматуры» перевело свои активы на вновь созданное предприятие — ООО «Икар Курганский завод Трансарм». 1 сентября 2012 года собственник принял решение и ликвидировал предприятие ОАО «Икар КЗТА», создав новое предприятие — ООО «Икар КЗТА», которое взяло в аренду всё имущество, которое было на ОАО «Икар», но при этом оно отделило все долги, которые были на «Икаре». Долги ОАО «Икар» по различным направлениям составляют 800 млн рублей.
Выручка за 2014 год от производственно-хозяйственной деятельности составила всего около 150 млн рублей, при этом задолженность по налогам и перечислениям в социальные фонды более 60 млн рублей.
По данным на июнь 2015 года 100%-м собственником ООО «Икар КЗТА» является ООО «СаянИнвест», в котором у Сергея Привалова 70 % долей, у вице-президента ОАО «Номос-Банк» Николая Ярового — 30 %.
Определением Арбитражного суда Курганской области от 3 августа 2015 года удовлетворены требования ФНС России, в отношении ООО «Икар Курганский Завод ТрансАрм» введена процедура банкротства — наблюдение, временным управляющим утвержден Батушев Денис Александрович.
В октябре 2015 года в отношении гендиректора ООО «Икар КЗТА» Сергея Привалова возбуждено уголовное дело в связи с невыплатой зарплаты работникам. Специалисты установили, что с апреля по август 2015 года ООО «Икар Курганский завод ТрансАрм» задолжало своим 154 работникам зарплату в общей сложности более 1,5 млн рублей.
В ноябре 2015 года Строительная компания «Баскаль» приобрела здание заводоуправления, расположенное на улице Бурова-Петрова, 118, и намерена перестроить здание под жилые апартаменты экономкласса.
24 декабря 2015 года временным управляющим проведено первое собрание кредиторов должника, в котором приняли участие тринадцать кредиторов. Общая сумма требований участников составила 688 510 404 руб. 19 коп. В качестве конкурсного управляющего выбрана кандидатура арбитражного управляющего А. Ю. Тарантова.
18 января 2016 года Арбитражный суд Курганской области рассмотрел Дело № А34-2582/2015 и признал несостоятельным (банкротом) Общество с ограниченной ответственностью «Икар Курганский Завод ТрансАрм» (ОГРН 1104501006543, ИНН 4501163148), и назначил судебное заседание по рассмотрению отчета арбитражного управляющего на 7 июля 2016 года.
В январе 2016 года объявлено о сокращении остававшихся на заводе рабочих около 100 чел.
14 июля и 22 декабря 2016 года, 21 апреля и 19 октября 2017 года, 19 апреля, 26 апреля, 26 июля, 15 августа, 25 октября и 24 декабря 2018 года, 26 февраля, 11 апреля, 13 мая и 12 августа 2019 года Арбитражный суд Курганской области рассматривал Дело № А34-2582/2015.
13 октября 2016 года бывший директор ООО «Икар-КЗТА» Сергей Привалов был признан виновным в совершении преступлений, предусмотренных ч. 2 ст. 145.1 УК РФ (невыплата заработной платы работникам), ч. 1 ст. 199.1 УК РФ (не исполнение в личных интересах обязанности налогового агента), ст. 199.2 УК РФ (сокрытие денежных средств, за счет которых должно производиться взыскание налогов, в крупном размере). Курганский городской суд назначил ему наказание в виде штрафа в 300 тыс. рублей и запретил занимать руководящие посты в коммерческих организациях в течение двух лет.
В реестр требований кредиторов должника включено 127 требований кредиторов. Требования первой очереди отсутствуют, требования второй очереди составляют 10 393 231 руб. 25 коп. (удовлетворено 10 386 231 руб.25 коп. — 99,93 %), требования третьей очереди составляют 708 846 658 руб. 64 коп. (удовлетворено на 95 253 430 руб. 18 коп. — 13,44 %). Требования,учитываемые за реестром — 3 641 291 руб. 67 коп.. Всего удовлетворено требований кредиторов на сумму 105 639 661 руб. 43 коп. — 14,39 %. Инвентаризация имущества должника проведена 21 января 2016 года, в результате которой выявлено имущество балансовой стоимостью 225 228 806 руб. 59 коп. (основные средства в размере 192 055 035 руб. 84 коп., дебиторская задолженность в размере  74 142 102 руб. 76 коп.). Рыночная стоимость имущества составила 1 319 406 270 руб.. Имущество
реализовано на сумму 125 000 000 руб.. Взыскана дебиторская задолженность на сумму 2 150 117 руб. 06 коп.. Конкурсный управляющий обратился в арбитражный суд с заявлением о привлечении к субсидиарной ответственности по обязательствам должника Привалова Сергея Павловича в размере 889 394 741 руб. 07 коп.. Определением Арбитражного суда Курганской области от 05.08.2019 (резолютивная часть от 29.07.2019) в удовлетворении заявления отказано.
19 сентября 2019 года Арбитражный суд Курганской области определил завершить конкурсное производство в отношении Общества с
ограниченной ответственностью «Икар Курганский Завод ТрансАрм» (ОГРН 1104501006543, ИНН 4501163148) и исключить его из Единого государственного реестра юридических лиц.

### ООО «Курганский Арматурный Завод» (с 2016)

Изображение товарного знака, знака обслуживания ООО «Курганский Арматурный Завод».

ООО «Курганский Арматурный Завод» (ИНН 4501169728) зарегистрировано 8 августа 2011 года по адресу г. Курган, ул. Ястржембского, 41а. Предприятие, созданное на базе ОАО НПО «Курганприбор», стало одним из небольших заводов в г. Кургане, выпускающим продукцию, аналогичную икаровской, с коллективом, в той или иной степени состоящий из бывших работников ОАО «Икар». Инвестиции в его запуск составили около 100 млн рублей. Завод начал выпускать задвижку клиновую стальную от 15 до 100 мм и клапан запорный проходной от 10 до 50 мм.
В октябре 2016 года были выкуплены производственные помещения бывшего «Икара», но не все, например в корпусе заводоуправления в 2017 году разместился «Китайский рынок». ООО «Курганский Арматурный Завод» перевёл производство с площадей ОАО НПО «Курганприбор» на площади «Икара». 
Летом 2019 года на заводе восстановлено литейное производство.
Осенью 2019 года из здания бывшего заводоуправления съехал «Китайский рынок», новые арендаторы для пусующего здания найдены не были.
27 апреля 2020 года общество с ограниченной ответственностью «Курганский Арматурный завод» зарегистрировало товарный знак «Икар» (приоритет с 18 декабря 2018 года).
Летом 2020 года начат демонтаж 1-го корпуса завода, построенного в 1954 году. Планируется, что здесь будет введено 25000 м² площадей и будет создан индустриальный парк. На его месте к третьему кварталу 2021 года должен появиться новый завод железобетонных изделий, где будет создано 49 рабочих мест. На новом заводе планируется выпускать не менее 35 тыс. кубометров изделий и товарного бетона в год. Размер инвестиций составит более 100 млн рублей. 
Предприятием серийно выпускаются:
- задвижки клиновые (литые с выдвижным шпинделем и стальные)
- задвижки шиберные
- клапаны обратные
- клапаны запорные (игольчатые и проходные)

Налажен выпуск ограниченных партий арматуры из спецсталей.
Приоритетными направлениями перспективного развития номенклатуры продукции являются:
- арматура высоких и сверхвысоких давлений
- криогенная арматура
- сильфонная арматура

## Руководители
Директор Курганского арматурного завода
- 1951—1958 Дураченко Иван Степанович
- 1958—1962 Васильченко Пётр Павлович
- 1962—1963 Севостьянов Н. И.
- 2 августа 1963—1969 Полибза Терентий Дементьевич
- 23 июля 1969 — 8 июля 1977 Илюшин Алексей Фёдорович

Генеральный директор ПО «Курганармхиммаш»
- 8 июля 1977 — август 1984 Илюшин Алексей Фёдорович
- август 1984—1988 Жигачёв Анатолий Кузьмич
- 1988 — 15 ноября 1989 Симанов Алексей Николаевич

Генеральный директор ОАО «Икар — Ордена Почёта Курганский завод трубопроводной арматуры»
- 15 ноября 1989—2003 Симанов Алексей Николаевич
- 2003—2005 Макаров Владимир Васильевич
- 2005—2010 директора не было, руководство осуществляло ООО УК «Ространсмаш» (см. ниже)
- 31 августа 2010 — 6 октября 2010 Шевелёв Александр Викторович[28]
- 6 октября 2010 — октябрь 2012 Бочаров Сергей Викторович[29]

Председатель правления ООО УК «Ространсмаш»
- 2005 — 28 августа 2010 Бенер Андрей Германович[30]

Исполнительный директор ОАО «Икар — Ордена Почёта Курганский завод трубопроводной арматуры»
- С октября 2012 Птичкин Михаил Анатольевич[31]

Временный управляющий ОАО «Икар — Ордена Почёта Курганский завод трубопроводной арматуры»
- I банкротство с 27 сентября 2002—2003 Жигачёв Анатолий Кузьмич

Внешний управляющий ОАО «Икар — Ордена Почёта Курганский завод трубопроводной арматуры»
- I банкротство 2003 Варшавский Григорий Борисович
- II банкротство 18 апреля 2011 — 14 октября 2012 Колесников Михаил Михайлович, член Некоммерческого партнерства «Саморегулируемая организация арбитражных управляющих «Межрегиональный центр экспертов и профессиональных управляющих»[32].

Конкурсный управляющий ОАО «Икар — Ордена Почёта Курганский завод трубопроводной арматуры»
- II банкротство с 15 октября 2012 — 5 октября 2015 Колесников Михаил Михайлович

Директор ООО «Икар — Курганский завод ТрансАрм»
- 2010—2012 Бочаров Михаил Сергеевич
- Октябрь 2012—2015 Привалов Сергей Павлович

Временный управляющий ООО «Икар Курганский Завод ТрансАрм»
- 2015 Батушев Денис Александрович

Конкурсный управляющий ООО «Икар Курганский Завод ТрансАрм»
- 11 января 2016 — 3 апреля 2017 Тарантов Александр Юрьевич
- 3 апреля 2017 — 18 декабря 2017 Егоренков Виталий Викторович
- 18 декабря 2017 — 19 сентября 2019 Лубянский Александр Григорьевич

Генеральный директор ООО «Курганский Арматурный Завод»
- 2015 Глушенко Владимир Александрович
- 20 января 2016—2016 Марков Константин Анатольевич
- 2016 Бочаров Михаил Сергеевич
- 15 сентября 2017 — июнь 2018 Ульянов Сергей Вячеславович
- 25 июня 2018 — 9 июля 2019 Федин Сергей Александрович
- С 10 июля 2019 Токарев Юрий Леонидович
- С 2022 года - Горлевой Александр Николаевич

## Коллектив
- 1955 год — 268 чел.
- 1959 год — 1066 чел.
- 1960 год — 1400 чел.
- 1961 год — 1952 чел.
- 1967 год — 2522 чел.
- 1999 год — 2163 чел.
- 2002 год — 2641 чел.
- 2012 год — 1886 чел[33].
- 2013 год — около 900 чел[34].
- 2014 год
  - ОАО «Икар» — 6 чел.
  - ООО «Икар КЗТА» — около 500 чел.[35]
- 2015 год (апрель) — 418 чел.[36]
- 2016 год (январь) — немногим более 100 чел.
- 2017 год — 120 чел.
- 2018 год — 150 чел.
- 2019 год — 134 чел.

### Награды коллектива
- Орден Ленина — 2 чел.
- Орден Октябрьской Революции — 2 чел.
- Орден Трудового Красного Знамени — 29 чел.
- Орден «Знак Почёта» — коллектив завода и 38 чел.
- Орден Дружбы народов — 2 чел.
- Орден Трудовой славы I степени — 1 чел.
- Орден Трудовой славы II степени — 2 чел.
- Орден Трудовой славы III степени — 23 чел.

### Известные работники
- Коростелёв, Александр Фёдорович — наладчик автоматов и полуавтоматов, народный депутат ВС СССР.
- Илюшин, Алексей Фёдорович — Заслуженный рационализатор РСФСР(Указ Президиума Верховного Совета РСФСР № 1243 от 1 октября 1976 года), генеральный директор
- Козлов, Николай Кириллович — Заслуженный рационализатор РСФСР(Указ Президиума Верховного Совета РСФСР № 1109 от 6 августа 1981 года)
- Лопатин, Александр Иннокентьевич — кавалер ордена Трудовой Славы 3-х степеней, депутат Октябрьского районного Совета народных депутатов г. Кургана, токарь и резьбошлифовшик
- Мишин, Владимир Петрович — Заслуженный конструктор Российской Федерации (2 ноября 2004 года), начальник конструкторского бюро стальной арматуры отдела главного конструктора
- Незговоров, Михаил Борисович — Заслуженный машиностроитель Российской Федерации (2 ноября 2004 года), токарь-карусельщик
- Попов, Владимир Петрович — Заслуженный машиностроитель Российской Федерации (26 сентября 2000 года), помощник генерального директора
- Сластников, Николай Васильевич — кавалер ордена Ленина (25 июня 1966 года), фрезеровщик инструментального цеха
- Соколов, Виктор Александрович — Заслуженный рационализатор Российской Федерации (2002 год), главный металлург
- Тарасов, Александр Григорьевич — Заслуженный машиностроитель Российской Федерации (2 ноября 2004 года), главный диспетчер производственно-диспетчерского отдела
- Тимофеев, Анатолий Иванович — кавалер ордена Ленина (13 мая 1977 года), токарь ремонтно-механического цеха
- Тимофеев, Василий Арсентьевич — Заслуженный конструктор Российской Федерации (26 сентября 2000 года), главный конструктор